# Chaos (astrogeología)

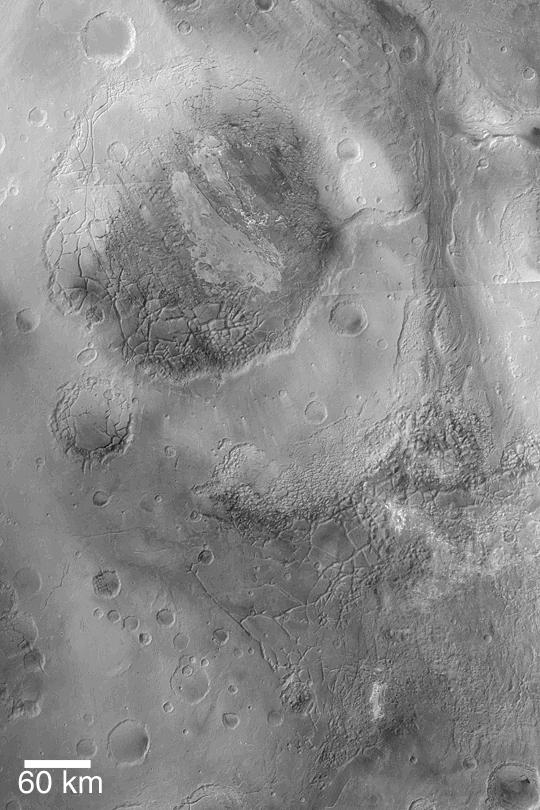
Cráter de Marte, cuyo nombre hace referencia a su abrupta superficie: Aram Chaos.

Chaos (sin plural, abreviación "ch") es un término regulado por la Unión Astronómica Internacional usado en astrogeología para denotar áreas planetarias perfectamente delimitadas cuya superficie es sumamente escarpada, quebradiza y agrietada. Las zonas Chaos son muy frecuentes en la superficie marciana y en la luna Europa de Júpiter.
Las causas específicas que causan un terreno Chaos son una mezcla de distintas fuerzas astrogeológicas que todavía no se han podido entender. Según la Sociedad Geológica de América, en la luna Europa de Júpiter es posible que las zonas Chaos sean consecuencia del impacto y la penetración subsecuente en una corteza dúctil o líquida